# Kamisado
Kamisado è un gioco da tavolo astratto ideato da Peter Burley nel 2008. I due giocatori si sfidano su una scacchiera multicolore 8x8 muovendo le proprie torri bianche o nere. Le torri riportano un colore in cima che è tra quelli presenti sulla scacchiera: quando un giocatore rilascia una sua torre su una casella di un dato colore, l'avversario risponde muovendo la propria torre di quel colore.

## Descrizione
Le torri dei giocatori partono dalla riga loro più vicina. I giocatori al proprio turno muovono una torre di un qualunque numero di passi essi vogliano in orizzontale, verticale o diagonale, ma senza poter oltrepassare un'altra torre né fermarsi su una casella già occupata (cosa che diverrà possibile nel prosieguo). Il Nero muove per primo muovendo una torre a piacere. Da qui in avanti, ogni giocatore deve muovere la torre dello stesso colore della casella su cui la torre avversaria si è fermata. Scopo del gioco è raggiungere la riga avversaria con una delle proprie torri.
Ogni partita può consistere di una o più manche. Ogni manche può concludersi con il raggiungimento di 3 punti (normale), 7 punti (lunga) o 15 punti (maratona). Durante una manche, ogni volta che la torre segna un punto acquisisce un "Punto Sumo" sulla sua cima. Questo Punto Sumo tiene traccia del punteggio e permette anche alla torre mossa di poter spostare esattamente di un passo indietro una torre avversaria, occupandone così la casella.

## Sviluppo
In un'intervista, l'autore Peter Burley affermò che il design di Kamisado deriva da una sua osservazione della stanza di un uomo conosciuto negli Anni 70: "Notai che il pavimento mostrava un interessante motivo di piccoli tasselli colorati, e pensai che potesse essere usato come base per un gioco da tavolo - questa è una cosa che faccio abbastanza spesso, quando vedo qualcosa di diverso. Deve avermi fatto una forte impressione, comunque, perché quella notte ebbi un sogno vivido con dentro quel motivo con insieme la regola ‘se ti fermi su una casella di un dato colore, il tuo avversario deve muovere il pezzo con quel colore’. Io credo che il mio subconscio abbia lavorato per me mentre stavo dormendo".